# Palaearctonyx meadi
Palaearctonyx meadi és una espècie extinta de mamífer carnivoraforme que visqué durant l'Eocè. Se n'han trobat restes fòssils a Wyoming (Estats Units).